# The Graphic
The Graphic est un magazine hebdomadaire illustré britannique, édité pour la première fois le 4 décembre 1869 par Illustrated Newspapers, Ltd. Il est publié sous ce titre jusqu'au 23 avril 1932 puis il change de nom et devient The National Graphic du 28 avril au 14 juillet 1932, date à laquelle il cesse de paraître. Le titre est absorbé par The Sphere après avoir publié en tout 3 266 numéros. 

## Histoire du journal

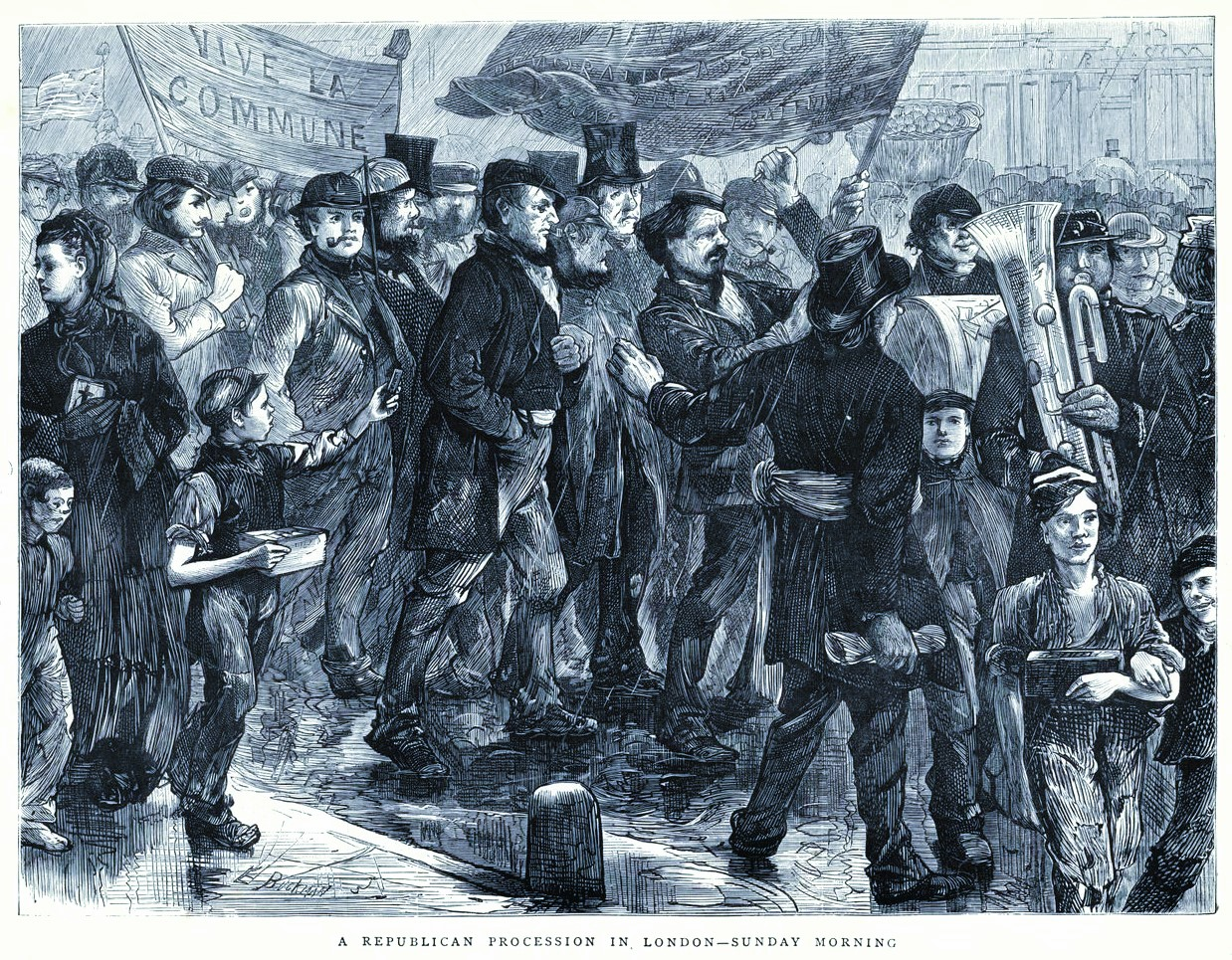
Illustration d'une manifestation ouvrière à Londres le dimanche 16 avril 1871 en soutien à la Commune de Paris.

The Graphic est créé par William Luson Thomas,  graveur sur bois et  réformateur social : l'hebdomadaire se veut le concurrent direct de The Illustrated London News, dont Thomas connaît les méthodes pour avoir été jadis son fournisseur de gravures.

Thomas s'assure la collaboration de journalistes et d'artistes de talent tels que Henry Sutherland Edwards, Luke Fildes, Hubert von Herkomer, Frank Holl, et John Millais. Le Graphic sort le samedi et son prix de lancement est de six pence (62,5 centimes de l'époque), soit un penny de plus que son concurrent. Dès la première année, il se présente auprès des annonceurs comme un luxueux hebdomadaire illustré contenant 24 pages in-folio, imprimé sur du papier d'excellente qualité et destiné à permettre la meilleure reproduction possible des gravures éditées. Le lectorat visé est une certaine bourgeoisie qui se veut cultivée et gagne peu à peu les classes moyennes : le succès est au rendez-vous. 

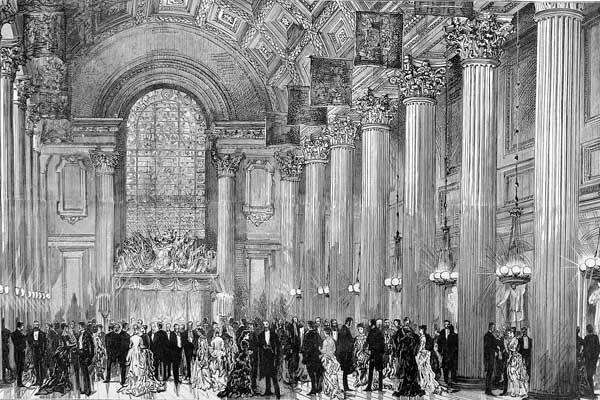
Une illustration datant de 1884.

À l'origine, le journal est imprimé dans une maison louée. Cependant, les ventes sont telles qu'en 1882, la société éditrice de Thomas possède trois immeubles, 20 rotatives et emploie plus de 1 000 personnes. Le Graphic a des abonnés dans tout l'empire britannique ainsi qu'en Amérique du Nord.
En 1889, Thomas lance The Daily Graphic, c'est-à-dire une version quotidienne : les nouvelles du jour sont systématiquement illustrés, procédé rendu possible grâce aux techniques de reproductions des images, désormais plus rapides. The Daily Graphic est le premier quotidien anglais illustré de l'histoire de la presse anglaise.
Parmi les artistes qui travaillent régulièrement pour le Graphic et ses filiales, on trouve Alexander Boyd, Frank Brangwyn, James H. Dowd, Charles Edwin Fripp, Harry Furniss, John Hassall, Frank Holl, Phil May, Ernest Prater, Leonard Raven-Hill,  Edmund Sullivan, George Stampa, Sidney Sime, William Small, Bert Thomas, F. H. Townsend, Edward Killingworth Johnson, et des artistes français ou étrangers comme Eugène Froment, Paul Adolphe Kauffmann, Félix Régamey, Paul Renouard, Osvaldo Tofani, Paul Thiriat... 
Quant aux articles, ils ont entre autres, pour auteurs George Eliot, Thomas Hardy qui y publie pour la première fois Tess of the D'Urbervilles en 1891, H. Rider Haggard, Anthony Trollope ou Malcolm Charles Salaman. 